# ريتشارد راسيل (لاعب دوري الرغبي)
ريتشارد راسيل (بالإنجليزية: Richard Russell)‏ هو لاعب دوري الرغبي بريطاني، ولد في 24 نوفمبر 1967 في أولدم في المملكة المتحدة.